# 荻内勝之
荻内 勝之（おぎうち かつゆき、1943年8月1日 - ）は、日本のスペイン文学者、翻訳家。

## 略歴
神戸市外国語大学イスパニア学科卒、バルセロナ大学文学部イスパニア研究科卒、神戸市外国語大学学院修士課程修了、1970年東京経済大学専任講師、助教授を経て1989年教授。
神戸市外国語大学で、セルバンテス『ドン・キホーテ』の訳者であった高橋正武の教えを受け、晩年の長篇作品『ペルシーレス』を初訳、四番目となる『ドン・キホーテ』完訳を行った。
児童文学の創作や『好色五人女』の研究も行うユニークな文学研究者である。

## 著書
- 『ドン・キホーテの食卓』（新潮社：新潮選書） 1987
- 『スペイン・ラプソディ プロフェソール・オギウチのスペイン“的"ウォッチング 狂詩曲』（主婦の友社） 1989
- 『コロンブスの夢』（篠田有史共編著、新潮社、とんぼの本） 1992
- 『おっ父ったんが行く』（福音館書店、福音館日曜日文庫） 1994
- 『イスパニア国王フェリーペ二世に裏切られた男 アントニオ・ペレスの帰郷』（彩流社） 2021

## 翻訳
- 『内部の調』（ウナムーノ、「著作集5」法政大学出版局） 1973
- 戯曲「五年経ったら」（ガルシア・ロルカ） 
  - 『フェデリコ・ガルシーア・ロルカ 第3巻 1931 - 1936』（牧神社） 1975
  - 『ロルカ戯曲全集 第2巻』（沖積舎） 1984、新版 1992
- 『ペルシーレスとシヒスムンダの冒険』上・下（セルバンテス、国書刊行会、世界幻想文学大系16） 1980
  - 『ペルシーレス』上・下（ちくま文庫） 1994
  - 改訳版（水声社、セルバンテス全集 第7巻） 2017
- 『豚の戦記』（ビオイ＝カサーレス、集英社、ラテンアメリカの文学） 1983、集英社文庫 1994
- 『太鼓に踊る』（A.ウスラル＝ピエトリ、「ギャラリー、世界の文学」集英社） 1990
- 『国王 - スペイン国王ドン・フアン・カルロスI世との対談』（ホセ・ルイス・デ・ビラジョンガ、オプトコミュニケーションズ） 1994
- 『ドン・キホーテ』全4巻（セルバンテス、新潮社） 2005